# قفسه بندی قابل تنظیم

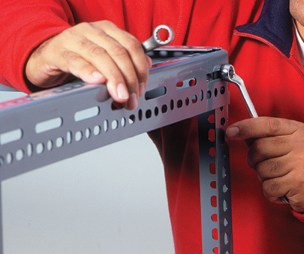
سیستم قفسه‌بندی متشکل از آهن‌های زاویه‌دار شیاردار، دارای سوراخ‌های گرد و مستطیلی برای نصب قفسه‌ها با استفاده از پیچ و مهره

قفسه قابل تنظیم ، قفسه‌ای است که می‌توان آن را با توجه به نیاز تنظیم کرد. رایج‌ترین نوع آن این است که می‌توان فواصل ارتفاع را برای جای دادن اقلام مختلف تنظیم کرد. این امر امکان استفاده انعطاف‌پذیرتر را برای نگهداری اقلام با ارزش برای نگهداری، نمایش یا فروش فراهم می‌کند. مانند قفسه‌های ثابت، صفحات افقی معمولاً از مواد محکمی مانند چوب یا فولاد (و گاهی شیشه یا سایر مواد) ساخته می‌شوند، اما موقعیت عمودی آنها می‌تواند متغیر باشد - معمولاً از طریق سوراخ‌های کوچک و دقیقی که براکت‌های نگهدارنده در آنها قرار گرفته‌اند، یا در روش قدیمی‌تر، از طریق شیارهایی که بخشی جدایی‌ناپذیر از خود کابینت هستند و قفسه‌ها در آنها قرار می‌گیرند. 
قفسه‌های قابل تنظیم در انواع مختلفی موجود هستند. قفسه‌های پالتی که در انبارهای مدرن یافت می‌شوند، از جمله سخت‌ترین و بادوام‌ترین قفسه‌های قابل تنظیم هستند که برای تحمل بارهای صنعتی بسیار سنگین روی پالت‌ها طراحی شده‌اند.